# Олус
Олус (на гръцки: Ὄλους или Ὄλουλις) е античен потънал град в североизточната част на остров Крит, Гърция, на чието място днес се намира град Елунда.
За историята на древния град се черпи информация главно от монетите и надписите от периода 330—280 г. пр.н.е. От тях става известно, че през 201 г.пр.н.е. Олус сключва съюз с Родос, но по-късно попада под властта на Лато. Най-голямото си могъщество градът достига между V и II в. пр.н.е., когато жителите му наброяват около 40 000 жители. Олус е имал храм посветен на богинята Бритомартида, която на Крит е еквивалент на Артемида. Именно образът на Бритомартида е изобразяван от едната страна на повечето монети, сечени в града, а от другата страна присъства образът на Зевс с орел или делфин или звезда с осем лъча и думата OLOUNTION (Олус).
От запазените надписи също става ясно, че главният храм на Олус е бил посветен на Афродита и Арес. Артефактите открити около него се съхраняват в археологическия музей на Агиос Николаос. Някои от надписите съобщават и за политическите съюзи на Олус с други критски градове или съседни острови - с Родос, Кносос, Лато.
За унищожението на Олус има няколко хипотези. Възможно е той да е разрушен отначало при изригването на вулкана на Санторини около 1540 г.пр.н.е. Но тъй като градът със сигурност е обитаван и през II в. пр.н.е. е по-вероятно той да е потъвал бавно и постепенно. Днес от него могат да се видят единствено разпръснати основите на някои стени на постройки и мозаечният под на базиликата.
Същевременно след гибелта на древния Олус в близост се появява ново селище, Елунда, което е обитавано в епохата на Византия (разкрита е раннохристиянска базилика от V век) и запазва независимостта си и при завладяването на острова от Венеция.